# Oost-Thürings voetbalkampioenschap 1926/27
In 1926/27 werd het dertiende voetbalkampioenschap van Oost-Thüringen gespeeld, dat georganiseerd werd door de Midden-Duitse voetbalbond. 1. Jenaer SV 03 werd kampioen en plaatste zich voor de Midden-Duitse eindronde. De club verloor meteen van SpVgg 06 Falkenstein.

## Gauliga
| Plaats | Club                   | Wed. | W  | G | V  | Saldo | Ptn.  |
| ------ | ---------------------- | ---- | -- | - | -- | ----- | ----- |
| 1.     | 1. Jenaer SV 03        | 18   | 14 | 2 | 2  | 52:17 | 30:6  |
| 2.     | VfB Rudolstadt         | 18   | 12 | 1 | 5  | 60:39 | 25:11 |
| 3.     | SC Apolda              | 17   | 11 | 1 | 5  | 58:42 | 23:11 |
| 4.     | VfB 1910 Apolda        | 18   | 10 | 2 | 6  | 45:38 | 22:14 |
| 5.     | SV Kahla 1910          | 17   | 8  | 2 | 7  | 42:36 | 18:16 |
| 6.     | BC 1903 Vimaria Weimar | 17   | 6  | 3 | 8  | 36:47 | 15:19 |
| 7.     | VfL 1906 Saalfeld      | 17   | 5  | 3 | 9  | 26:38 | 13:21 |
| 8.     | SC 1903 Weimar         | 18   | 4  | 3 | 11 | 29:43 | 11:25 |
| 9.     | SpVgg 1911 Jena        | 18   | 4  | 2 | 12 | 27:52 | 10:26 |
| 10.    | VfL Richthofen Weimar  | 18   | 1  | 7 | 10 | 29:54 | 9:27  |

|  | Kampioen, geplaatst voor Midden-Duitse eindronde |
|  | Degradatie                                       |